# Casón del Buen Retiro

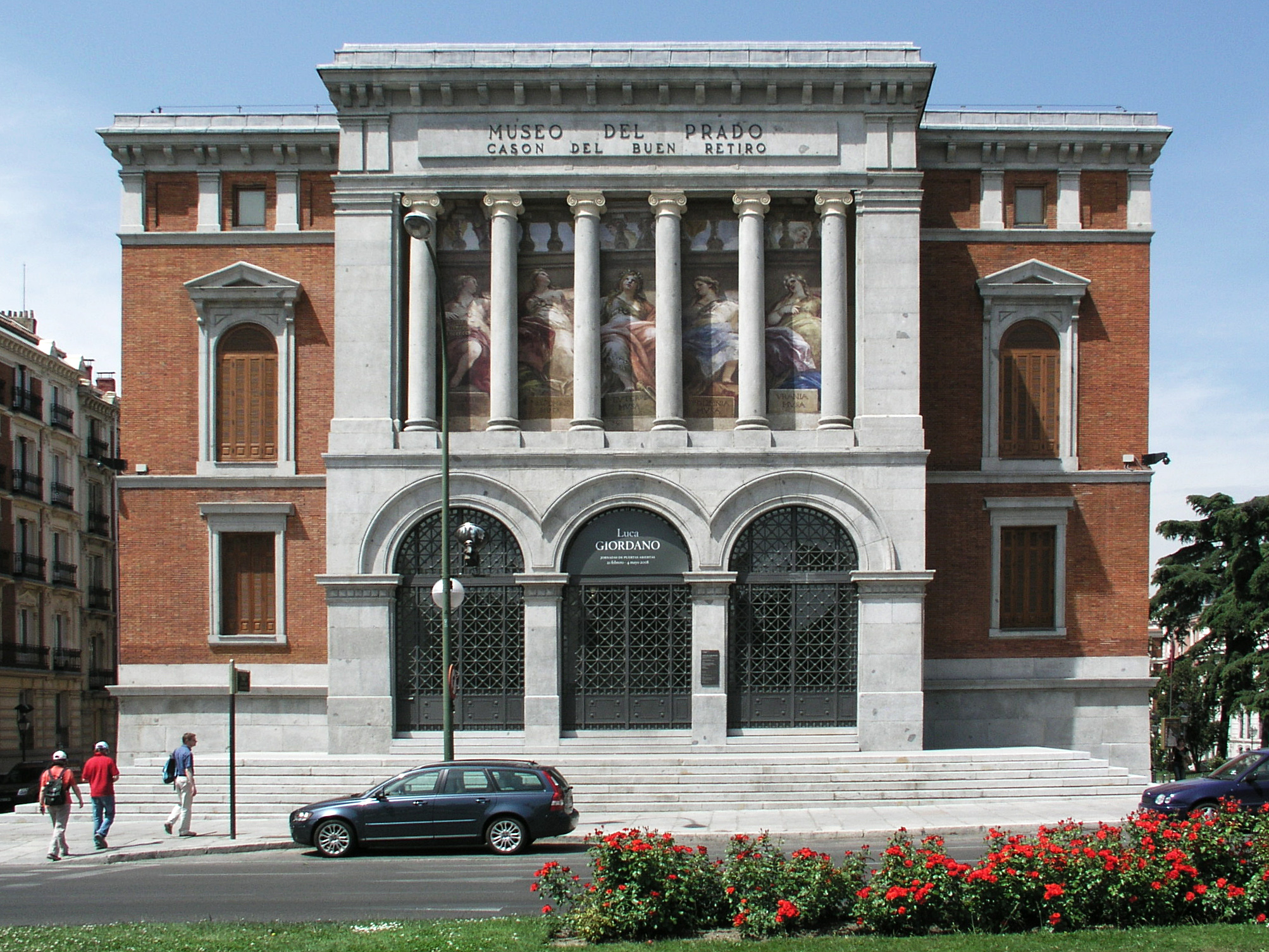
Facciata principale (est) ed ingresso, vista dall'ovest del parco del Retiro, su calle Alfonso XII

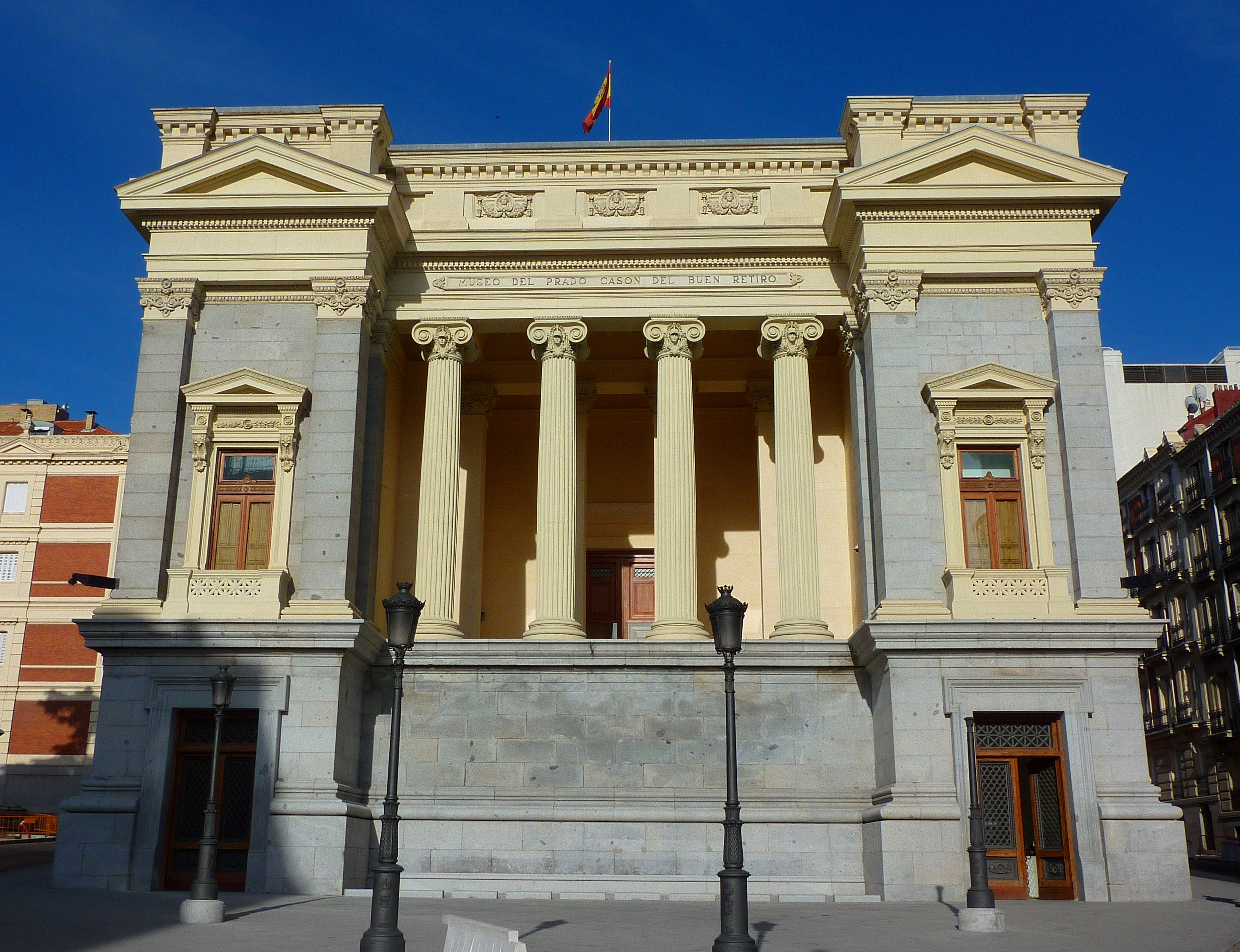
Facciata occidentale, di Ricardo Velázquez Bosco

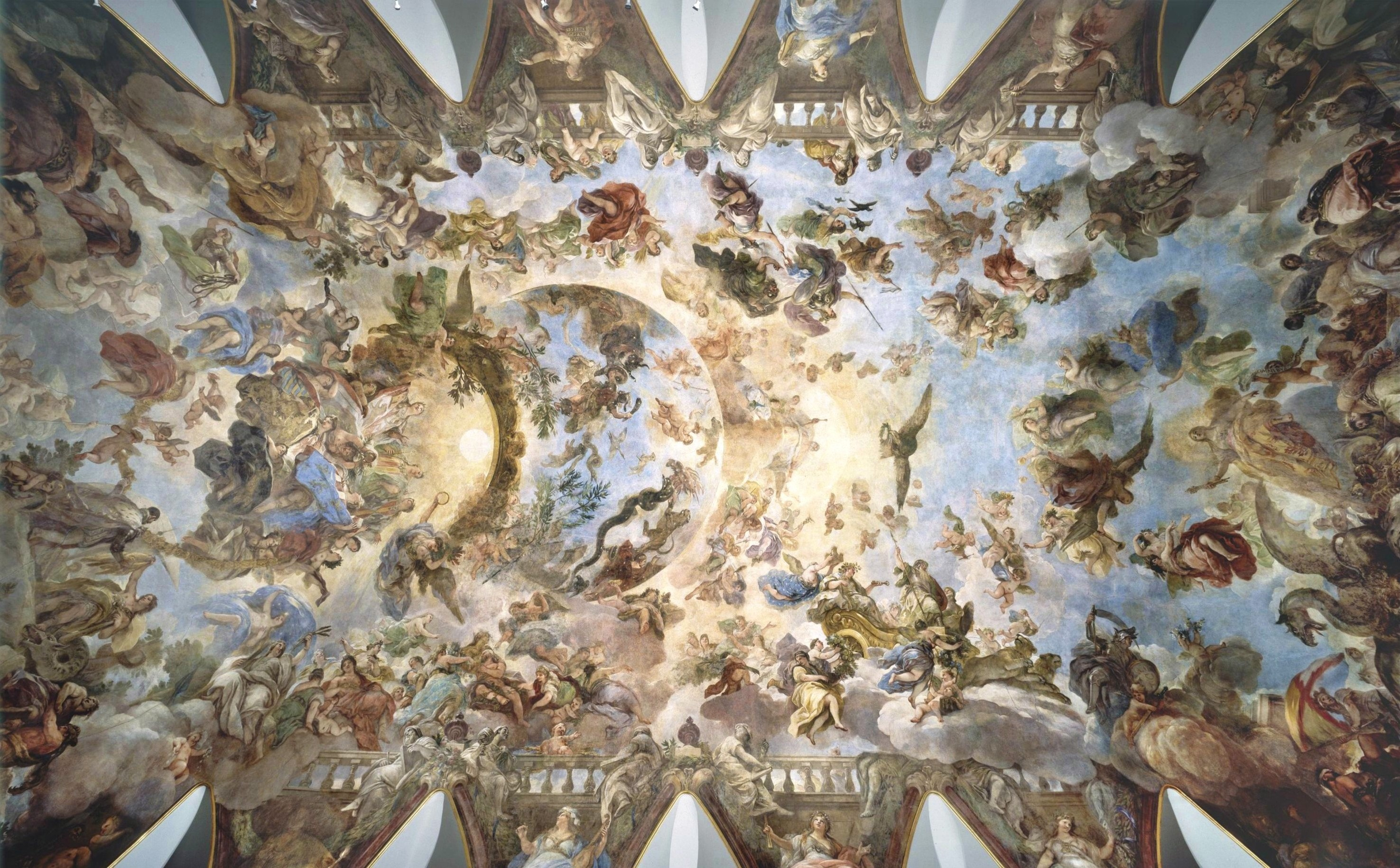
Allegoria della freccia d'oro, di Luca Giordano.

Il Casón del Buen Retiro è un annesso del Museo del Prado di Madrid. Dopo lavori di ristrutturazione, completati nell'ottobre 2007, ospita il centro studi del museo (la Escuela del Prado) e la biblioteca.
Il dipinto Guernica di Picasso e i bozzetti associati alla sua creazione, erano in esposizione al Casón dal 1981, quando fu trasferito in Spagna dal Museum of Modern Art (MoMA) di New York, fino al 1992, quando venne spostato alla sua attuale sistemazione in una galleria appositamente creata nel Museo Nacional Centro de Arte Reina Sofía.

## Storia
Il Casón del Buen Retiro era in origine una sala da ballo (Salón de Baile), facente parte del complesso del Palazzo del Buon Ritiro, del quale oggi rimangono solo due edifici, il Casón e il Salón de Reinos. Il Casón si trova di fronte alla Puerta de Felipe IV sull'ingresso occidentale del parco del Retiro.
L'affresco di Luca Giordano, Allegoria della freccia d'oro, ca.1697 si trova sul soffitto del Casón. Commissionato da re Carlo II di Spagna è una delle ragioni possibili per cui la costruzione è sopravvissuta quando la maggior parte degli altri edifici del complesso del palazzo del Buon Ritiro vennero demoliti nel XIX secolo. L'affresco è considerato uno dei capolavori della collezione del Museo del Prado.

### Museo
Dal 1877 al 1960 il Casón venne usato come Museo de Reproducciones Artísticas, ad iniziativa del presidente del governo, Antonio Cánovas del Castillo, fino a quando venne trasferito al Museo de América. L'edificio venne poi utilizzato come spazio temporaneo espositivo fino al 1971. Dal 1971 al 1981 è stato utilizzato dal Museo del Prado per le collezioni ottocentesche di dipinti e sculture che erano già state esposte nel Museo de Arte Moderno di Madrid. Dal 1981 al 1992 il Casón ospitò la pittura di Picasso Guernica, ora al Museo Reina Sofía.

### Biblioteca
La biblioteca del Museo del Prado, al piano terra del Casón, è costituita da una sala di lettura ad uso dei ricercatori, degli impiegati del museo e degli allievi della Escuela del Prado, mentre i libri sono raccolti nel sotterraneo. Contiene circa 70.000 volumi, compresi quelli acquistati da due collezioni private, quella di José María Cervelló e della famiglia Daza-Madrazo. Gli ultimi appartenevano al pittore José de Madrazo, direttore del Museo del Prado dal 1838 al 1851.

### Escuela del Prado
La Escuela del Prado è una scuola del Museo del Prado ospitata nel Casón.

### Lavori di ristrutturazione
Dal 1997 al 2007, il Casón rimase chiuso per lavori di ristrutturazione e ampliamento. Il progetto prevedeva lo scavo di due nuovi piani interrati destinati alla conservazione dei libri, raddoppiando quasi lo spazio precedente.